# Anna Jurt
Anna Jurt (28 de diciembre de 2001) es una deportista suiza que compite en pentatlón moderno. Sus hermanas Katharina y Florina compiten en el mismo deporte.
Ganó una medalla de plata en el Campeonato Europeo de Pentatlón Moderno de 2024, en la prueba individual.

## Medallero internacional
| Campeonato Europeo | Campeonato Europeo | Campeonato Europeo | Campeonato Europeo |
| Año                | Lugar              | Medalla            | Competición        |
| ------------------ | ------------------ | ------------------ | ------------------ |
| 2024               | Budapest (Hungría) | Medalla de plata   | Individual         |